# 赤司鷹一郎
赤司 鷹一郎（あかし たかいちろう、1876年（明治9年）5月10日 - 1933年（昭和8年）11月7日）は、文部官僚、教育者。錦鶏間祗候。

## 経歴
福島県令・検事の赤司欽一の長男として東京に生まれる。東京府立一中、旧制第一高等学校を経て、1897年（明治30年）に東京帝国大学法科大学を卒業し、内務省に勤めた。翌年、文部省に移り参事官に任ぜられた。1902年（明治35年）から2年間、教育制度と行政法の研究のため欧米留学を命じられた。1911年（明治44年）、維新史料編纂会事務局長に就任した。1916年（大正5年）に普通学務局長に昇進し、1922年（大正11年）からは文部次官を務めた。その間、臨時教育行政調査会や教育評議会の委員となった。
1924年（大正13年）に退官した後も多くの委員会委員に選ばれた。また、文部省在官中から職業教育に力を注ぎ、1928年（昭和3年）には日本職業指導協会を設立して理事長に就いた。1932年（昭和7年）9月27日、錦鶏間祗候を仰せ付けられた。
その他に保善商工教育財団の評議員・理事を務め、1933年には同財団の運営する東京植民貿易語学校・東京保善商業学校・東京保善工業学校の校長に就任した。

## 栄典
- 1912年（大正元年）12月18日 - 勲四等瑞宝章[3]
- 1916年（大正5年）
  - 7月31日 - 従四位[4]
  - 9月29日 - 勲三等瑞宝章[5]
- 1930年（昭和5年）12月5日 - 帝都復興記念章[6]

## 著作
- 「普通教育近時の傾向 : 小学校、中学校、高等女学校」（国民教育奨励会編纂 『教育五十年史』 民友社、1922年10月 ／ 国書刊行会〈明治教育古典叢書〉、1981年4月 ／ 日本図書センター、1982年1月）

著書
- 『実業補習教育論』 在原美誠共著、金港堂書籍、1902年3月
- 『法制講義』 中外出版社、1902年5月
- 『中等教育 法制経済教科書』 啓成社、1912年2月

## 関連文献
- 「故赤司理事長記事」（『職業指導』第6巻第12号、大日本職業指導協会、1933年12月）
- 「赤司鷹一郎」（成田久四郎編著 『社会教育者事典』 日本図書センター、1983年9月 ／ 1989年9月増補版、ISBN 9784820552840）

| 公職          | 公職 | 公職                       |
| ------------- | --- | -------------------------- |
| 先代 南弘     | 文部次官 教員検定委員会会長 医師試験委員長 歯科医師試験委員長 薬剤師試験委員長 学校衛生調査会会長 1922年 - 1924年 | 次代 松浦鎮次郎            |
| 先代 （新設） | 維新史料編纂事務局長 1911年 - 1917年                                                                              | 次代 黒沢次久              |
| その他の役職  | |                            |
| 先代 （新設） | 大日本職業指導協会理事長 1932年 - 1933年 会長 1927年 - 1932年                                                     | 次代 粟屋謙                |
| 先代 松平頼寿 | 本郷区教育会会長 1927年 - 1933年                                                                                  | 次代 粟屋謙                |
| 先代 得能佳吉 | 東京植民貿易語学校長 東京保善商業学校長 東京保善工業学校長 1933年                                                 | 次代 佐島啓助 校長事務取扱 |